# Borgo
För andra betydelser, se Borgo (olika betydelser).
Borgo är en kommun i departementet Haute-Corse på ön Korsika i Frankrike. Kommunen ligger i kantonen Borgo som tillhör arrondissementet Bastia. År 2022 hade Borgo 10 102 invånare.

## Befolkningsutveckling
Antalet invånare i kommunen Borgo
Referens:INSEE